# Christopher Tietze

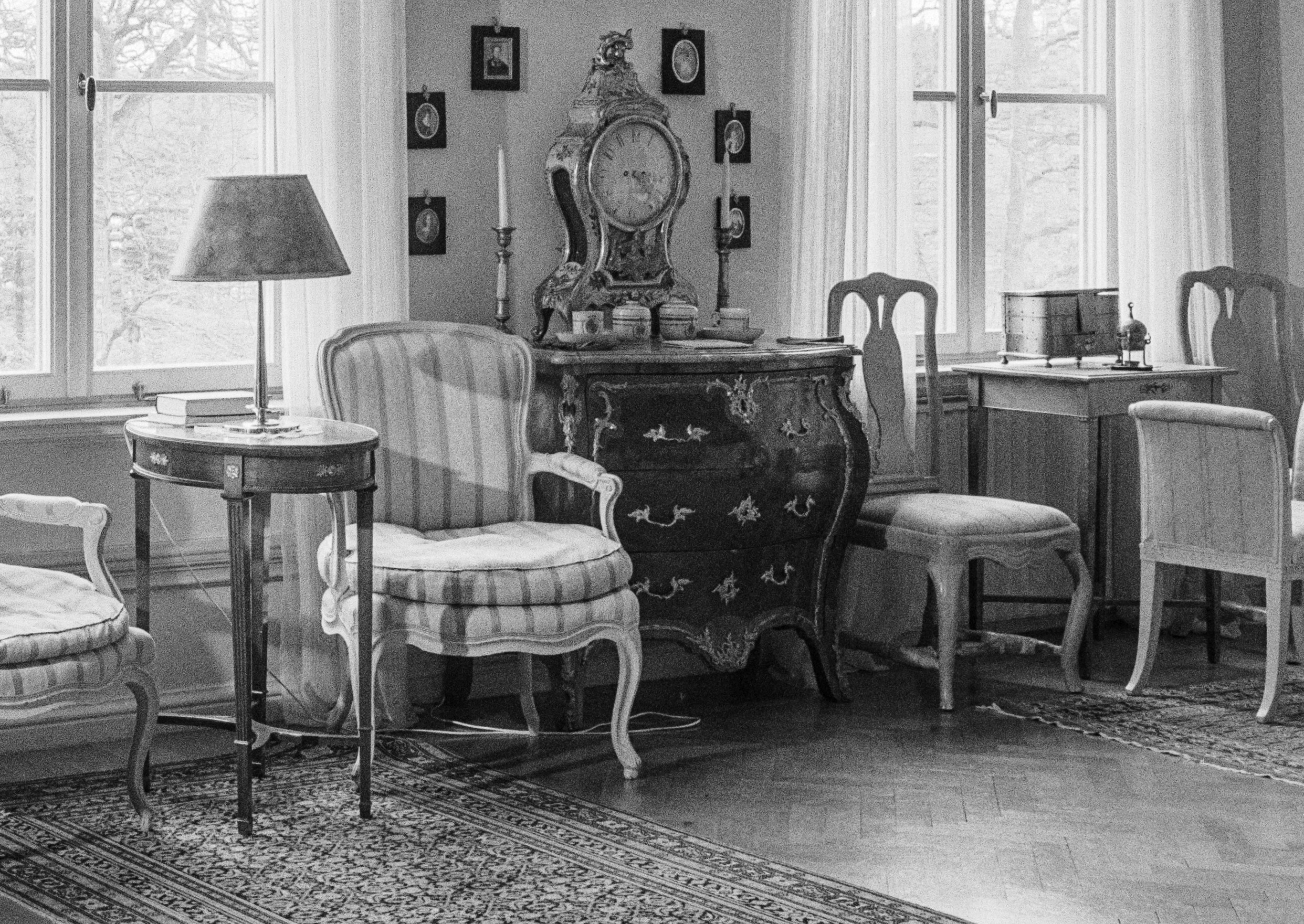
Rokokobyrå tillverkad av Tietze i stora salongen på Forsnäs gård.

Christopher Tietze, född 1727 i Sachsen, död 1791 i Stockholm, var en svensk konsthantverkare, en av de mest berömda formgivarna av rokokomöbler. Han var 1764-1791 snickarämbetsmästare i Stockholm. 

## Biografi
Tietze var från ca 1753 gesäll hos Lorentz Nordin och startade 1764 egen verksamhet. Tillverkningen omfattade rokokobyråer, skrin och andra möbler. Vid sidan av bland andra Georg Haupt och Lorentz Nordin räknas Tietze till de allra främsta 1700-talsmästarna verksamma i Stockholm. Även om varje objekt är unikt, kan man se tydliga likheter mellan Nordins och Tietzes möbler. Tietze synes (sedan han blev mästare) alltid ha signerat sina möbler med stämpeln C.TIETZE eller (för objekt med stenskiva) initialerna CT ofta följt av en modellsiffra, till exempel CT 3. Ofta finns signaturen på insidan av översta lådans framstycke. Efter mer än 200 års användning av möbeln händer, att den stämplade signaturen blivit bortnött. De högsta priserna betalas för möbler, där signaturen fortfarande är läslig. Även under gesällåren signerade Tietze möbler, som han tillverkat. Mästarens namn finns därvid på relativt synlig plats, medan gesällens (handskrivna) namn finns på undanskymd plats.